# 東村 (群馬県利根郡)
東村（あずまむら）は、群馬県北東部、利根郡に属していた村。

## 地理
村の西部を、利根川の支流である片品川が流れる。
- 山岳 - 皇海山、宿堂坊山
- 河川 - 片品川、泙川

## 歴史
- 1889年（明治22年）4月1日 - 町村制施行により平川村、追貝村、大楊村、穴原村、薗原村、大原新町、老神村、高戸屋村、千鳥新田村が合併し成立する。
- 1956年（昭和31年）9月30日 - 利根郡赤城根村と合併し、利根郡利根村が成立する。
- 2005年（平成17年）2月13日 - 利根郡利根村が沼田市へ編入する。

## 名所・旧跡
- 吹割の滝
- 老神温泉